# Ламонт (Вашингтон)
Ламонт (енгл. Lamont) град је у америчкој савезној држави Вашингтон. По попису становништва из 2010. у њему је живело 70 становника.

## Демографија
Према попису становништва из 2010. у граду је живело 70 становника, што је 36 (34,0%) становника мање него 2000. године.
| Група             | 2000.       | 2010.      |
| Белци             | 100 (94,3%) | 63 (90,0%) |
| Афроамериканци    | 0 (0,0%)    | 1 (1,4%)   |
| Азијати           | 0 (0,0%)    | 1 (1,4%)   |
| Хиспаноамериканци | 0 (0,0%)    | 1 (1,4%)   |
| Укупно            | 106         | 70         |